# Alexia Muffat
Alexia Muffat (15 de novembre de 1992]) és una ciclista francesa, professional del 2011 al 2013.

## Palmarès
- 2012
  - 1a al Gran Premi de Chambéry